# Thomas Reineck
Thomas Reineck, född den 18 november 1967 i Klausdorf an der Schwentine, Västtyskland, är en västtysk och därefter tysk kanotist.
Han tog OS-guld i K-4 1000 meter i samband med de olympiska kanottävlingarna 1992 i Barcelona.
Han tog OS-guld igen på samma distans i samband med de olympiska kanottävlingarna 1996 i Atlanta.